# Afogados da Ingazeira (kommun)
Afogados da Ingazeira är en kommun i Brasilien.   Den ligger i delstaten Pernambuco, i den östra delen av landet, 1 400 km nordost om huvudstaden Brasília. Antalet invånare är 35 091.
Följande samhällen finns i Afogados da Ingazeira:
- Afogados da Ingazeira

Omgivningarna runt Afogados da Ingazeira är huvudsakligen savann. Runt Afogados da Ingazeira är det ganska tätbefolkat, med 90 invånare per kvadratkilometer.